# Lamborghini Sesto Elemento
Lamborghini Sesto Elemento (engl. "Sixth Element") je sportski model automobila ograničene serije koji proizvodi talijanski proizvođač automobila Lamborghini, a debitirao je na Salonu automobila u Parizu 2010. godine. Automobil je nazvan Sesto Elemento po simbolu ugljika u periodnom sustavu elemenata - šesti element, jer je većinom napravljen od ugljika.

## Dizajn i specifikacije
Sesto Elemento opremljen je poluautomatskim mjenjačem sa šest brzina i sustavom pogona na sva četiri kotača. Pogoni ga 5,2-litreni V10 motor koji je posuđen od Gallardo Superleggere, snage 570 KS (419 kW; 562 KS) i 540 Nm ( 398 lbf⋅ft) zakretnog momenta. Šasija, karoserija, pogonska osovina i dijelovi ovjesa izrađeni su od ugljičnih vlakana, čime se ukupna masa smanjuje na 999 kg, što je usporedivo sa subkompaktnim automobilima. 
Motor se hladi kroz 10 prepoznatljivih šesterokutnih otvora u poklopcu motora, a dva otvora sa strane usisavaju zrak izravno u motor. Lamborghini tvrdi da je vrijeme ubrzanja od 0 do 100 km/h 2,5 sekunde,  0–200 km/h 8,0 sekundi,  i maksimalna brzina više od 338 km/h.
Lamborghini Sesto Elemento ima omjer snage i mase od 1,75 kg po konjskoj snazi, što je trenutno najbolji omjer snage i mase postignut proizvodnim Lamborghinijevim modelom.
Unutrašnjost Sesto Elementa je općenito bez komfora kao što je klima uređaj i stereo uređaj. Sjedala su izrađena od ugljičnih vlakana i na njih je nanesena pjena. Sjedala su pričvršćena izravno na podvozje vozila, smanjujući masu i troškove proizvodnje.

## Proizvodnja
Lamborghini je najavio planove za proizvodnju 20 automobila sredinom 2011. godine, s tim da će svaki automobil koštati 2,92 milijuna dolara. Svih 20 automobila već je prodano nakon potvrde proizvodnje. U to je vrijeme Sesto Elemento bio najskuplji Lamborghini ikad načinjen, sve dok Lamborghini Veneno nije izašao iz proizvodnje, s cijenom od 6,5 milijuna USD (4,162.150,00 £).

Kovani je ugljik Lamborghini izradio u suradnji s Boeingom i Sveučilištem Washington. Cijena mu je trećina cijene uobičajenih ugljičnih vlakana dok su masa i čvrstoća gotovo jednaki.
Materijal Lamborghini proizvodi sam u novoj tvornici, a cijeli proizvodni proces traje, navodno, manje od 10 minuta i uklanja potrebu za pečenjem na visokim temparaturama kao kod metode kojom su se dobivala klasična ugljična vlakna.